# Synagoge Padberg

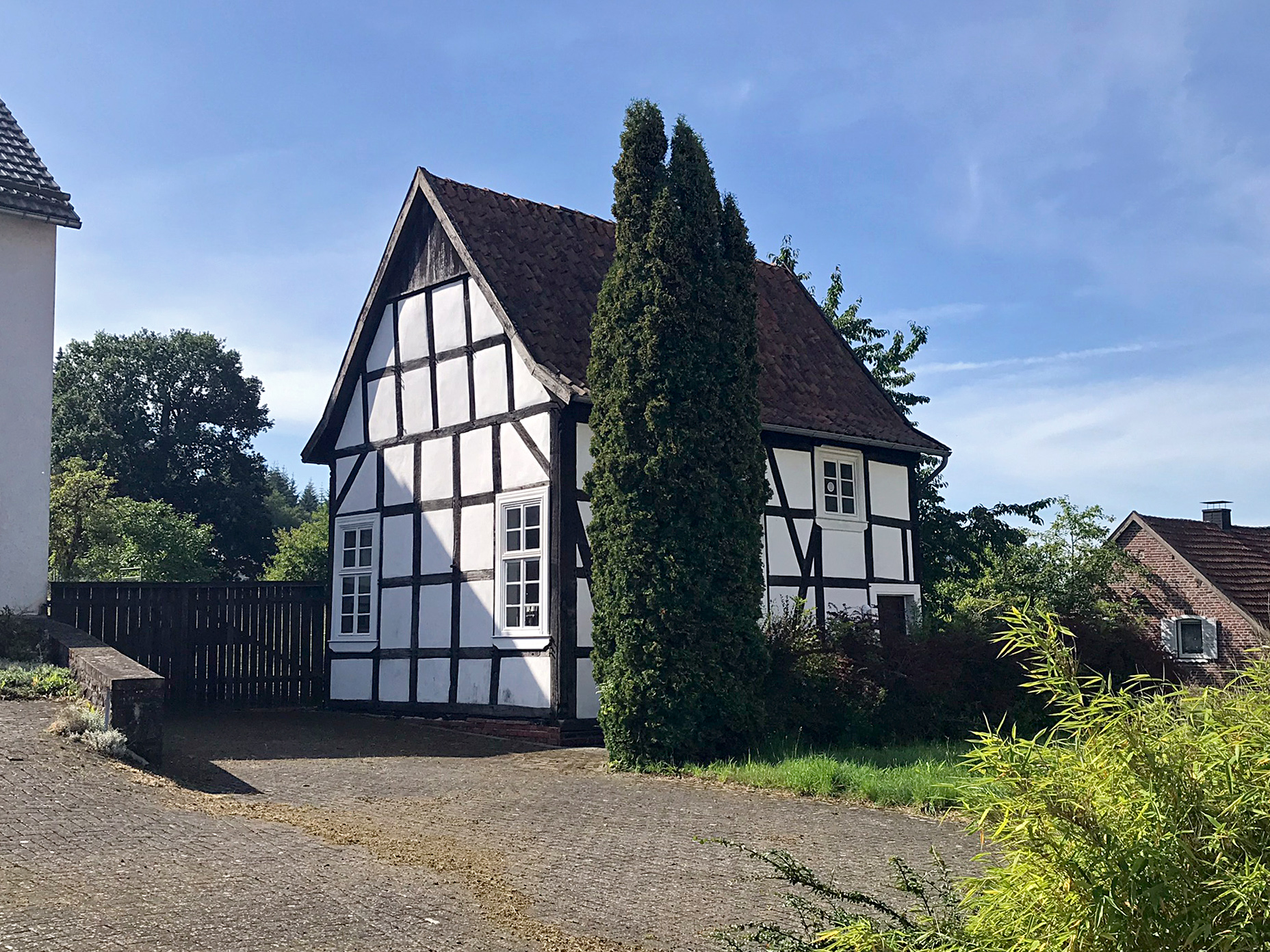
Ehemalige Synagoge

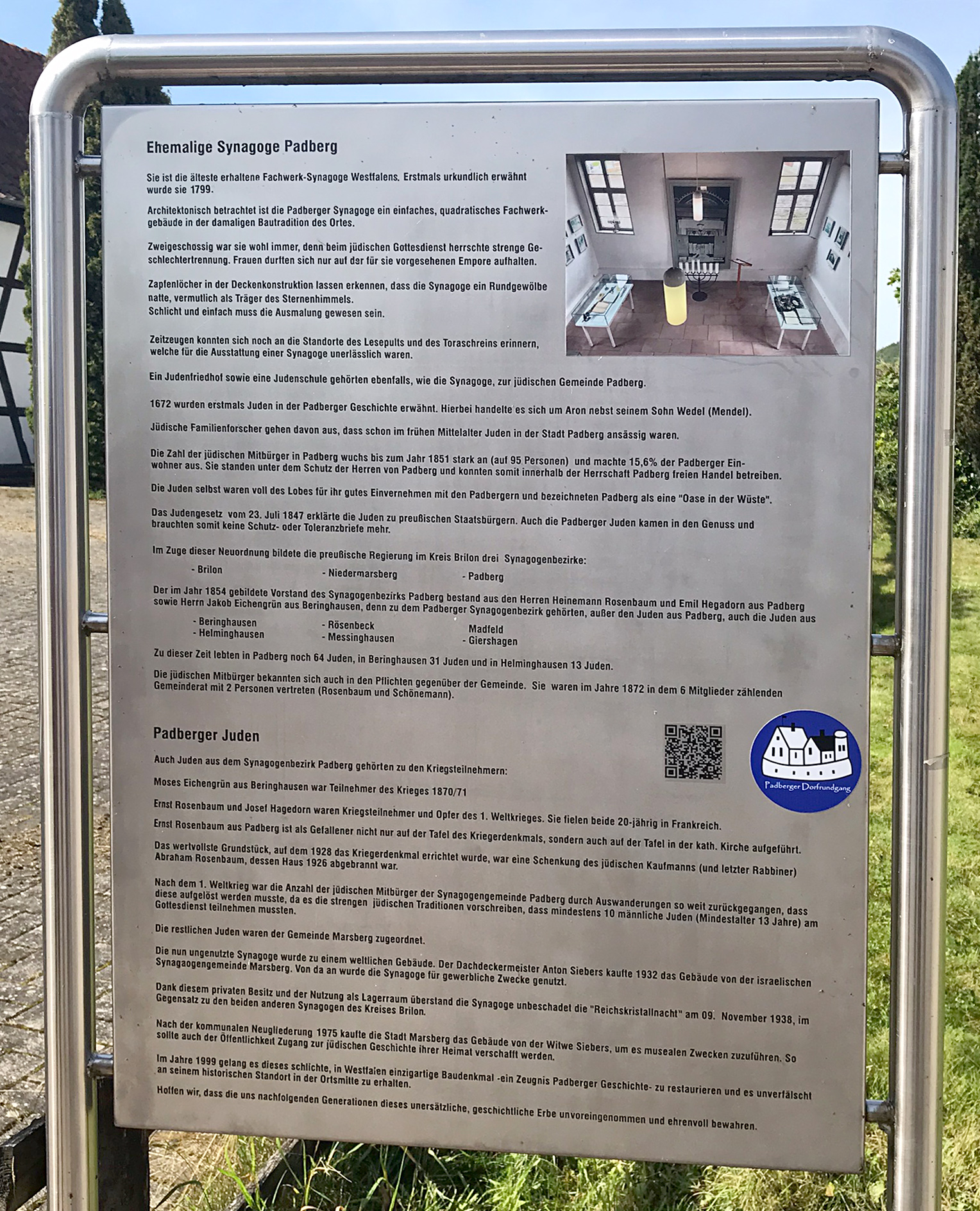
Infotafel zur Synagoge

Die ehemalige Dorfsynagoge in Padberg wurde im 18. Jahrhundert erbaut und 1799 erstmals urkundlich erwähnt. Sie diente bis 1932 als Synagoge, wurde dann verkauft und umfunktioniert. Dadurch entging sie den Novemberpogrome 1938. Heute dient das denkmalgeschützte Gebäude als Mahnmal. Sie gehört zu den ältesten erhaltenen Fachwerk-Synagogen Westfalens.

## Baubeschreibung
Die Synagoge liegt am Alten Markt von Padberg. Bei dem Gebäude handelt es sich um ein kleines Fachwerkhaus mit einer Größe von 6,30 × 7,50 m. Der Grundriss ist rechteckig, das Satteldach war ursprünglich ein Krüppelwalmdach. Der Westgiebel ist grob verbrettert. Das Gebäude ist eine der ältesten erhaltenen Fachwerksynagogen in Nordrhein-Westfalen.

## Geschichte
Erste jüdische Einwohner wurden in Padberg um 1672 erwähnt. Ein erster Schutzbrief datiert von 1723. Trotz einer recht kleinen jüdischen Gemeinde wurde 1751 eine Synagoge erstmals urkundlich erwähnt. Die Fachwerksynagoge wurde vermutlich um 1800 als Schulhaus und Synagoge erbaut. Im Jahr 1847 wurde der Synagogenbezirk Padberg gegründet.
Wegen der stark zurückgegangenen Zahl der Gemeindemitglieder wurde die Synagoge 1932 profaniert. Das Bauwerk, das sich architektonisch ohnehin Mühe gegeben hatte, möglichst nicht aus seinem Umfeld herauszustechen, wurde verkauft und diente als Werkstatt. Aus diesem Grund entging das Gebäude den Zerstörungen der Novemberpogrome.
Heute ist das Gebäude im Besitz der Stadt Marsberg. Lange Zeit hat es um die Zukunft des Gebäudes lokalpolitischen Streit gegeben. Diskutiert wurde sogar, die Synagoge umzusetzen, was jedoch der Protest des Denkmalschutzes verhinderte. Schließlich wurde die Synagoge restauriert und die Veränderungen der letzten Jahrzehnte wurden so weit möglich beseitigt. Auf Basis von Restbefunden wurden die Frauenempore, der Treppenaufgang, die Proportionen der Fenster sowie die Farbgestaltung des Innenraumes rekonstruiert. Im Jahr 1999 wurde es als „Mahnmal für Toleranz und Verständigung“ wieder eingeweiht. Die ehemalige Synagoge enthält auch eine Ausstellung zur lokalen jüdischen Geschichte.